# Dysterspett
Dysterspett (Dendropicos lugubris) är en fågel i familjen hackspettar inom ordningen hackspettartade fåglar.

## Utseende och läte
Dysterspetten är en liten hackspett med grön rygg, breda strimmor på undersidan och ett kraftigt streckad ansikte. Hjässans baksida är röd hos hanen. Arten är mycket lik lokala underarten av gabonspett, men skiljs på bredare bruna streck undertill och renare, mindre streckat ansikte. Vanligaste lätet är ett snabbt skallrande. Även ett långsammare och mörkare "krek" kan höras, liksom en snabb men något avtagande trumning.

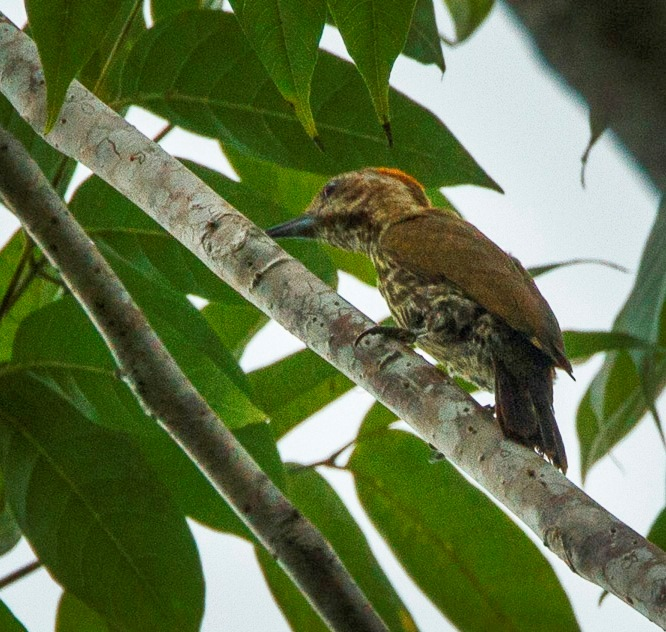

## Utbredning och systematik
Fågeln förekommer från Sierra Leone till sydöstra Ghana, södra Nigeria och sydvästra Kamerun. Den behandlas som monotypisk, det vill säga att den inte delas in i några underarter. Vissa behandlar den som underart till gabonspett (D. gabonensis).

## Levnadssätt
Dysterspetten hittas i låglänt regnskog och uppväxande ungskog.

## Status
Arten har ett stort utbredningsområde och beståndet anses vara stabilt. Internationella naturvårdsunionen IUCN listar den därför som livskraftig (LC).